# Soro (Kempo)
Soro is een bestuurslaag in het regentschap Dompu van de provincie West-Nusa Tenggara, Indonesië. Soro telt 5289 inwoners (volkstelling 2010).